# Вулиця Нижанківського (Львів)
Вулиця Нижанківського — вулиця у Галицькому районі Львова, у межах історичного центру міста. Сполучає площу Галицьку та вулицю Князя Романа. 
Вулиця Нижанківського — одна з найвужчих у Львові: її ширина у найвужчому місці становить 3,5 метри.

## Історія
Ця вузька вуличка була відома ще з початку XIX століття, у 1828 році зафіксовано її першу офіційну назву — Крива Сліпа, під час масового перейменування львівських вулиць 1871 року, вулиця стала називатися Кривою. Під час німецької окупації перейменована на Круммеґассе. У липні 1944 року повернена довоєнна назва вулиці. 
Інша частина вулиці виникла на початку XX століття та від 1908 року мала назву вулиця Бурлярда, на честь Віктора Бурлярда — засновника притулку для бідних, що знаходився на цій вулиці. Під час німецької окупації, від листопада 1941 року ця вулиця називалася Гандельштрассе. У липні 1944 року повернена довоєнна назва вулиці. У 1950 році її перейменували на вулицю Бойка, на честь Івана Бойка — радянського офіцера-танкіста, двічі Героя Радянського Союзу.
У 1963 року до вулиці Бойка приєднали вуличку Криву — ділянку сучасної вулиці Нижанківського від колишнього провулку Бордуляка до площі Галицької. У 1992 році вулиця Бойка перейменована на вулицю Нижанківського, на честь українського композитора, громадського діяча Остапа Нижанківського.

## Забудова

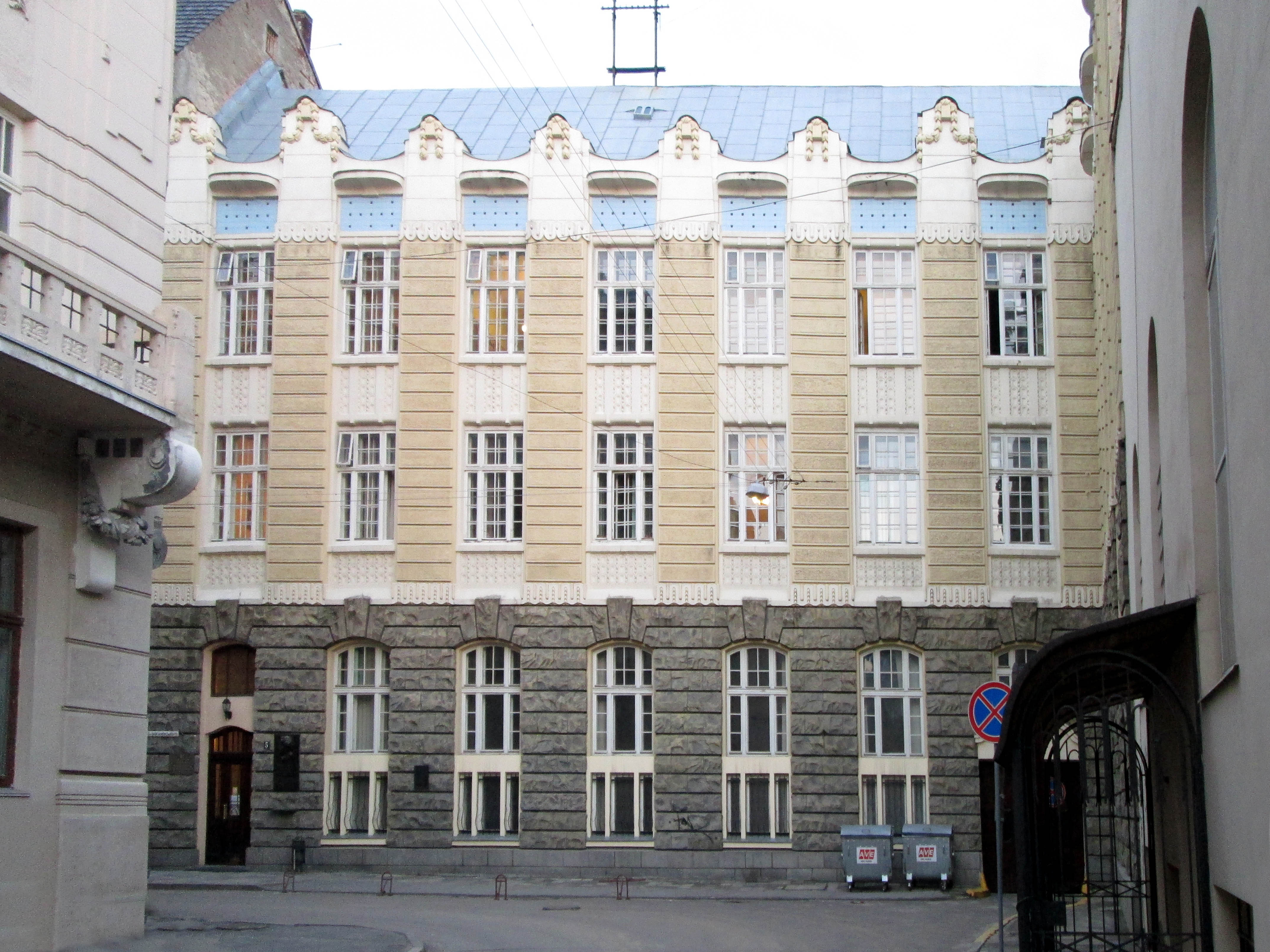
Будівля Львівської національної музичної академії імені Миколи Лисенка
(вул. Нижанківського, 5)

В архітектурному ансамблі вулиці Нижанківського переважають класицизм, історизм, віденська сецесія та конструктивізм. Більшість будівель, що розташовані вулиці Нижанківського приписані до сусідніх вулиць — Князя Романа, проспекту Шевченка, площі Галицької, а на саму вулицю виходять лише їх тильні фасади. На вулиці є лише одна пам'ятка архітектури місцевого значення — Львівська національна музична академія імені Миколи Лисенка.

### Будинки
№ 2/4 — будинок (інша адреса — вулиця Князя Романа, 30), зведений 1908 року у стилі пізньої сецесії за проєктом архітектора Тадея Обмінського, для благодійного закладу Віктора Бурлярда — притулку для бідних Святого Лазаря. За Польщі тут також містилися Музей гігієни, Львівська фабрика картонних коробок, палітурний цех, книгарня Клеппера та Іґеля. У 1880—1893 роках у цьому будинку містилося перше приміщення редакції газети «Діло», засновником і першим редактором якої був Володимир Барвінський. У 2009 році проведено реконструкцію будинку. В будинку під № 2 нині міститься Львівський коледж культури та мистецтв.  
№ 3 — за Польщі містилися Центральна друкарня і магазин електротехнічних товарів Подсонського.
№ 5 — будівля колишнього технологічного інституту, яка нині відома, як Львівська національна музична академія імені Миколи Лисенка, збудована у 1907—1909 роках за проєктом архітектора Тадуеша Обмінського. Фасад будівлі виконаний у стилі сецесії та прикрашений бетонними скульптурами робітників роботи Войцеха Пшедвоєвського. Тильний фасад, що виходив на подвір'я, був менш оздоблений, але мав великий годинник (не зберігся). За Польщі там містилися Вища школа закордонної торгівлі, Центральна спілка польського фабричного промислу і Технологічний інститут, а за радянських часів, у 1950-х роках — трирічна партійна школа при обкомі КПРС. На фасаді будівлі встановлено меморіальну таблицю українському композитору, музикознавцю, фольклористу, педагогу Станіславові Людкевичу, що працював у львівській консерваторії у 1962—1979 роках. Будинок внесений до Реєстру пам'яток архітектури місцевого значення під № 729-м.
№ 8 — у цій кам'яниці мешкав відомий польський краєзнавець і архівіст Антоній Шнайдер, автор першого путівника по Львову.
№ 11 — за Польщі в цьому будинку містився магазин друкарських машин «Графіка» Заяця, а нині цієї адреси не існує.